# Каченовский, Владимир Михайлович
Влади́мир Миха́йлович Качено́вский (1826—1892) — русский писатель и мемуарист.

## Биография
Сын историка Михаила Трофимовича Каченовского.
В 1843 году окончил 2-ю Московскую гимназию и поступил в Московский университет, но с 3 курса из-за студенческой шалости в театре (история с актрисой Андреяновой) был отправлен рядовым на Кавказ; вскоре произведён в офицеры.
Начиная с 1862 года Каченовский напечатал ряд статей в московских газетах, среди прочих, воспоминания о Ф. M. Достоевском (с которым учился в московском пансионе Леонтия Ивановича Чермака) и биографические очерки отца в «Русской старине» (1890, кн. 6) и «Библиографических записках» (1892, № 4 и 5). Отдельно были напечатаны «Наши на выставке. Отдел нравов, характеристики и типов русского человека» (М.: С. Леухин, 1872. — 79 с.).
Свои боевые впечатления Каченовский отразил в цикле мемуарных очерков: «Первое знакомство с Кавказом. От Червлённой до Хасав-Юрта. 1846» (1863), и в более поздних публикациях — «С оказией» (1890); «Начало конца» (1892); «Мой пленник» (1892); «Любительский спектакль на аванпостах» (1892). Оставив военную службу (1859) в чине штабе-ротмистра, Каченовский служил смотрителем над магазинами и домом типографии Московского университета (1860—1864), бухгалтером и письмоводителем в управлении Тверской губернии (1864—1870), письмоводителем в канцелярии
Московского комитета попечительства о бедных (1871—1880), после чего вышел в отставку в чине коллежского асессора.
Сотрудничал в изданиях: «Московские ведомости» (1862—1892), «Русская газета» (1880—1881), «Московский листок» (1881—1882), «Развлечение» (1867—1882), «Спутник» (1882), «Царь-колокол» (1892) и др., помещая главным образом юмористические рассказы или статьи юбилейного и некрологического характера.